# Agitacija
Agitacija (lat. agitare - poticati) je naziv za usmeno i pismeno promicanje, tj. aktivno podržavanje neke ideologije ili pokreta. Isto tako obuhvaća održavanje posebnih aktivnosti kao i prosvjeda.
U zemljama moderne demokracije pri izboru predsjednika države češće se rabi pojam predsjednička kampanja, a pri izboru za parlament ili lokalnim izborima predizborna utrka, dok se agitacija ili socijalistička kratica agitprop = agitacija i propaganda više ne rabi.